# سيرجيو سانشيز (لاعب كرة سلة)
سيرجيو سانشيز (بالإسبانية: Sergio Sánchez Cárdenas)‏ (و. 1981  م) هو لاعب كرة سلة إسباني، ولد في لا يينا دي لا كونسيبسيون، شارك في ألعاب البحر الأبيض المتوسط 2005، مركز لعبه هو هجوم خلفي.

## روابط خارجية
- سيرجيو سانشيز على موقع الدوري الإسباني لكرة السلة (الإسبانية)
- سيرجيو سانشيز على موقع كرة السلة الأوروبية.كوم (الإنجليزية)
- سيرجيو سانشيز على موقع ريلجم (الإنجليزية)
- سيرجيو سانشيز على موقع بروبوليرز (الإنجليزية)
- سيرجيو سانشيز على موقع سبورتس رفرنس (الإنجليزية)